# Triadelphia uniseptata
Triadelphia uniseptata är en svampart som först beskrevs av Berk. & Broome, och fick sitt nu gällande namn av P.M. Kirk 1983. Triadelphia uniseptata ingår i släktet Triadelphia, divisionen sporsäcksvampar och riket svampar.   Inga underarter finns listade i Catalogue of Life.